# Wim van der Beek
Wim van der Beek (geboren 1917/1918) was een Nederlands zanger, gitarist en percussionist.
Van der Beek trad als tenor vóór de Tweede Wereldoorlog samen met gitarist Koos Tiggers op de radio op, zij lieten Latijns-Amerikaanse muziek horen. In 1946-1947 was hij naast Annie de Reuver de eerste mannelijke vocalist bij The Red White and Blue Stars (al snel omgedoopt tot The Skymasters), het radio-orkest van de AVRO. In de jaren 50 zong hij bij De Babbelaars, een door trompettist Bert Grijsen opgericht orkest met een zanggroep bestaande uit onder anderen Van der Beek en Jany Bron, bij De Mambolita's, een muziek- en zanggroep onder leiding van Grijsen, met onder anderen Jan van der Most, Annie Palmen en Nelly Wijsbek, en vanaf 1959 bij het orkest van Malando. Hij was in de jaren 60 een van de mannen van het koor De Zingmannen, onder leiding van Ferry Wienneke, waaraan ook Dick Doorn, Herman Emmink, Henk Janmaat, Dolf van der Linden, John de Mol en Bert Visser deelnamen. 
Naast zanger was Van der Beek muzikant. Hij speelde onder meer jazz en latin op gitaar en percussie-instrumenten als bongo's en conga's. Hij begeleidde optredens en opnames van onder anderen George de Fretes (met de Royal Hawaiian Minstrels), Chris Hinze, Liesbeth List en Rita Reys.

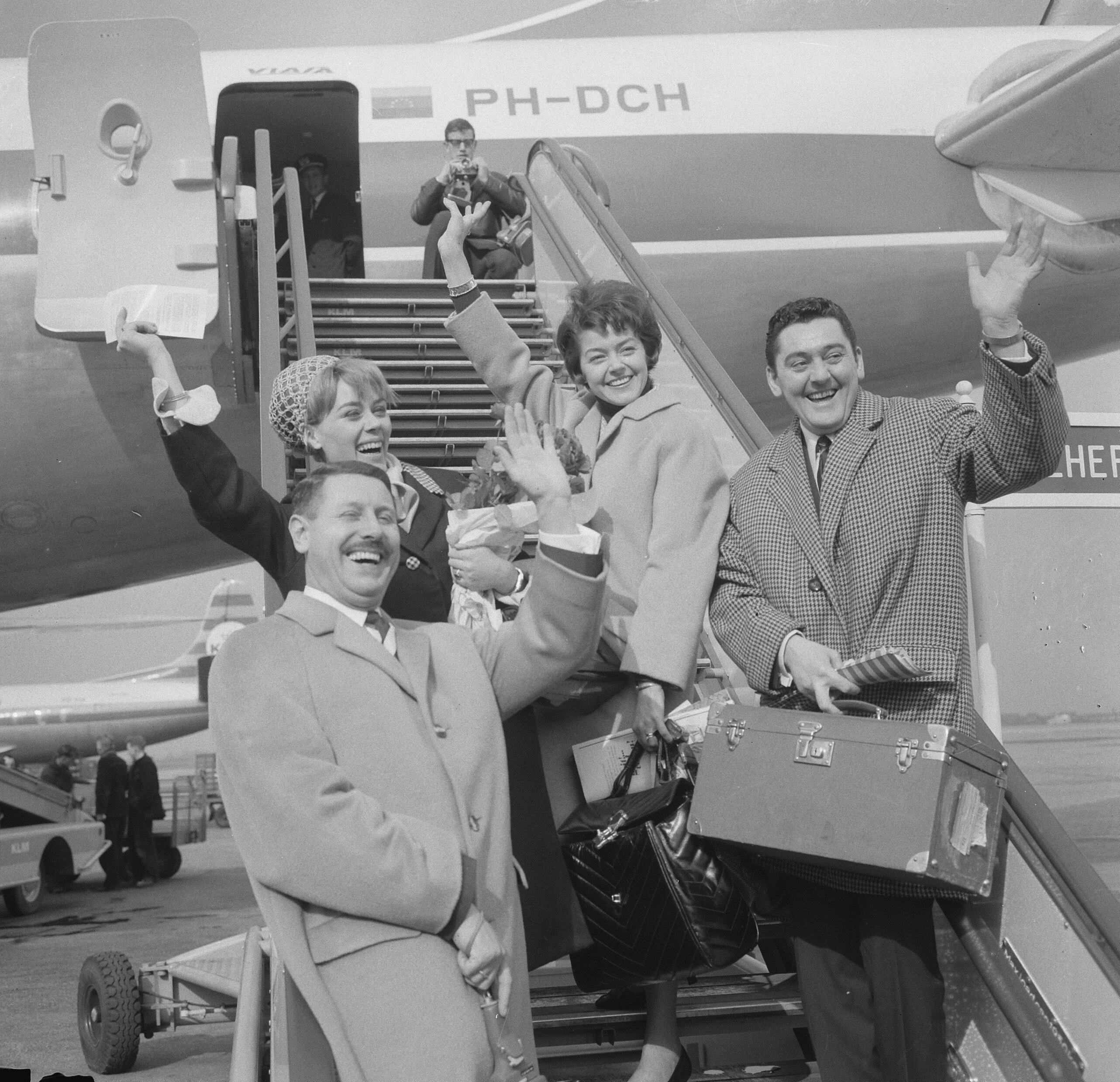
Johnny Holshuyzen, Conny van den Bos, Teddy Scholten en Wim van der Beek op weg naar het Eurovisiesongfestival 1965

 Van der Beek nam als zanger deel aan het Nationaal Songfestival 1960, waar acht nummers elk door twee artiesten werden uitgevoerd. Zowel hij als Jany Bron zongen het nummer Ik leef, dat een zesde plaats behaalde. Rudi Carrell won de finale met het lied Wat een geluk. Vijf jaar later begeleidde Van der Beek op zijn bongo's Conny van den Bos, die met het nummer 't Is genoeg het Eurovisiesongfestival 1965 in Napels opende en uiteindelijk elfde werd.

## Discografie (solo)
- 1960 Doebie-doeblioe-ba / Bambina d'Amsterdam. Een single uitgebracht door Delahaye.